# Joseph Angana
Joseph Jandog Angana (ur. 19 marca 1992)– filipiński zapaśnik walczący w stylu wolnym.
Srebrny medalista igrzysk Azji Południowo-Wschodniej w 2019 i brązowy w 2013. Brązowy medalista mistrzostw Azji Południowo-Wschodniej w 2017 i 2019 roku.